# Wanami Tomohiro
Wanami Tomohiro (和波 智広 Wanami Tomohiro, sinh ngày 27 tháng 4 năm 1980) là một cựu cầu thủ bóng đá người Nhật Bản.

## Thống kê câu lạc bộ
| Thành tích câu lạc bộ | Thành tích câu lạc bộ | Thành tích câu lạc bộ | Giải vô địch | Giải vô địch | Cúp                   | Cúp                   | Cúp Liên đoàn | Cúp Liên đoàn | Tổng cộng | Tổng cộng |
| Mùa giải              | Câu lạc bộ            | Giải vô địch          | Số trận      | Bàn thắng    | Số trận               | Bàn thắng             | Số trận       | Bàn thắng     | Số trận   | Bàn thắng |
| Nhật Bản              | Nhật Bản              | Nhật Bản              | Giải vô địch | Giải vô địch | Cúp Hoàng đế Nhật Bản | Cúp Hoàng đế Nhật Bản | Cúp Liên đoàn | Cúp Liên đoàn | Tổng cộng | Tổng cộng |
| --------------------- | --------------------- | --------------------- | ------------ | ------------ | --------------------- | --------------------- | ------------- | ------------- | --------- | --------- |
| 1999                  | Bellmare Hiratsuka    | J1 League             | 17           | 1            | 1                     | 0                     | 1             | 0             | 19        | 1         |
| 2000                  | Shonan Bellmare       | J2 League             | 35           | 3            | 3                     | 0                     | 1             | 0             | 39        | 3         |
| 2001                  | Consadole Sapporo     | J1 League             | 20           | 2            | 1                     | 0                     | 1             | 0             | 22        | 2         |
| 2002                  | Consadole Sapporo     | J1 League             | 25           | 0            | 0                     | 0                     | 2             | 1             | 27        | 1         |
| 2003                  | Consadole Sapporo     | J2 League             | 35           | 4            | 3                     | 1                     | -             | -             | 38        | 5         |
| 2004                  | Vissel Kobe           | J1 League             | 0            | 0            | 0                     | 0                     | 0             | 0             | 0         | 0         |
| 2004                  | Consadole Sapporo     | J2 League             | 33           | 0            | 4                     | 0                     | -             | -             | 37        | 0         |
| 2005                  | Consadole Sapporo     | J2 League             | 38           | 1            | 1                     | 0                     | -             | -             | 39        | 1         |
| 2006                  | Consadole Sapporo     | J2 League             | 21           | 0            | 2                     | 0                     | -             | -             | 23        | 0         |
| 2007                  | Consadole Sapporo     | J2 League             | 2            | 0            | 0                     | 0                     | -             | -             | 2         | 0         |
| Tổng cộng sự nghiệp   | Tổng cộng sự nghiệp   | Tổng cộng sự nghiệp   | 226          | 11           | 15                    | 1                     | 5             | 1             | 246       | 13        |